# Karel Šmirous
Karel Šmirous (3. prosince 1890 Český Krumlov – 8. února 1981 Praha) byl český vědec a průkopník barevné fotografie, jako jediný český fotograf se plně soustředil na barevnou fotografii na autochromu.

## Životopis
Černobílé fotografii se Karel Šmirous věnoval od dvanácti let. Po studiu na reálce chtěl pokračovat studiem malby, na rozhodnutí svého otce ale začal studovat chemii. V době studia na c. k. České vysoké škole technické v Praze v letech 1908–1912 se setkal s autochromem a začal se systematicky věnovat barevné fotografii. Jeho pohled na Český Krumlov z roku 1908 publikovalo nakladatelství Minerva v roce 1910 jako pravděpodobně první českou barevnou pohlednici z autochromu.
Zkušenosti v oboru fotografie Karel Šmirous získal od nejstaršího krumlovského fotografa Josefa Seidla. Spolu fotografovali Český Krumlov, ale i cestovali po Šumavě a fotografovali v Boubínském pralese. Cit pro uměleckou fotografii a kompozici rozvíjela i jeho matka, která sama ze záliby vystudovala malířství u Amalie Mánesové, sestry Josefa Mánesa.
Studia chemie v oboru barvířství a barvářství později umožnila Karlu Šmirousovi experimentovat s přenosem barevné fotografie na papír. Zkušenosti v oboru si prohluboval i v Německu a ve Francii. Roku 1913 se seznámil s bratry Lumièrovými, vynálezci autochromu, se kterými pro množství společných zájmů zůstal v kontaktu až do konce jejich života.
Po získání titulu doktora roku 1914 se stal asistentem profesora Emila Votočka. Pokusy s barevným tiskem prováděl v letech 1915–1918 a po válce byl vyslán národohospodářským ústavem při České Akademii do laboratoří bratří Lumièrů a do Spojených francouzských barvíren. Zde pracoval během kariéry několikrát a v roce 1931 tam vyřešil způsob barevného zvětšování při umělém světle.
Jeho dlouholetý výzkum přenosu barevné fotografie na papír byl korunován úspěchem ve formě vynálezu procesu hydrotypie, kterou patentoval roku 1921. Za tento vynález a fotografie zhotovené touto technikou dostal roku 1937 zlatou medaili na Světové výstavě v Paříži. I přes zájem firmy Kodak však hydrotypie nenašla širší uplatnění v praxi v důsledku války a nástupu moderních barevných fotografických papírů. Celkově je Karel Šmirous autorem tří československých patentů v oblasti barevné fotografie.
Zároveň se svou vědeckou kariérou byl Karel Šmirous i velmi úspěšným fotografem. Jeho fotografie vynikají nejen technickou kvalitou, ale i kompozicí a kultivovaným barevným cítěním. Od raných barevných pokusů se vypracoval k fotografiím uměřeného barevného ladění, často v odstínech jedné převládající barvy. Jeho dílo je velmi rozmanité i tematicky. Fotografoval zátiší, akty, portréty, krajiny, ale i reportáže. Věnoval se také vědecké a reklamní fotografii.
Karel Šmirous publikoval barevné pohlednice vynikajícího technického zpracování. Pořádal přednášky s promítáním autochromu, připravoval výstavy, kde autochromy 18×24 cm prosvětloval ve světelných skříňkách či denním světlem. Publikoval barevné fotografie v několika knihách. Připravil také například reprezentativní publikaci „Československo“ pro výstavy v Bruselu 1958.
Karel Šmirous zemřel v Praze 8. února 1981 ve věku 90 let. Z jeho činnosti se dochovala nejrozsáhlejší sbírka autochromů v Čechách, která byla poprvé po jeho smrti prezentována na samostatné putovní výstavě Národního technického muzea oslavující 90. výročí autochromu v roce 1997 a která byla několikrát vystavena i v cizině.